# Weathers (樂隊)
Weathers 是一支来自美国洛杉矶的摇滚乐队。

## 历史

### 成立
主唱卡梅伦·博耶和吉他手卡梅伦·奥尔森第一次见面是2012年在曼哈顿海滩的乐队之战（Battle）上。他们最终募集了贝斯手布南·贝茨和鼓手科尔·卡森。乐队于2015年在洛杉矶正式成立。

### 首支单曲
Weathers 在2015年发行了单曲"我不想知道"（I Don't Wanna Know）和"快乐药丸"（Happy Pills）。 "快乐药丸"在广告牌另类歌曲 表单上最高排名#21。

### 孩子在夜間
在发行首张专辑 孩子在夜間（Kids in the Night）后，他们在2019年发布了"黑钱"（Dirty Money），"孤独的吸血鬼"（Lonely Vampire）和"总是很累"（Always Tired），以及2020年的"感觉良好"（Feel Good）。 Weathers已参与了「圣汽车旅馆」、「没有什么但是盗贼」、「梦想家」、「Palaye皇家」、ONE OK ROCK及Badflower的音乐巡演，并将参演Echosmith 於2020年舉行的Lonely Generation巡演。

## 乐队成员
- Cameron Boyer——主唱，节奏吉他，钢琴和电子琴 (2015至今)
- Cameron Olsen——主吉他手，和声 (2015至今)
- Cole Carson——鼓手，打击乐器，和声 (2015至今)
- Brennen Bates——贝司，和声，钢琴，电子琴 (2015至今)

## 唱片

### 录音室专辑
孩子在夜间（Kids In The Night）(2018年)

### EP（迷你专辑）
孩子在夜間（Kids In The Night）-第1部分 (2018年)
 孩子在夜間（Kids In The Night）-第2部分 (2018年)

### 单曲
- "快乐丸"（"Happy Pills"），2016年
- "我不想知道"("I Don't Wanna Know"），2016年